# Music Soldiers
『Music Soldiers NEO』（ミュージック・ソルジャーズ・ネオ）はエフエム山口（FMY）自社製作の音楽番組。通称「ソルジャーズ」。

## 概要
2002年秋スタート、2010年春終了。元は木谷美帆（当時FMYアナウンサー）による25分番組『FMY MUSIC BUSTERS』。同番組が木谷のFMY卒業を機に終了し（木谷は同時に『Friday Super Freak』も降板）、後番組として開始されたのが、立石三恵子のDJによる『ミュージックソルジャーズ』だった。2003年春からは立石から鈴木晶久・俊山真美のコンビに交代。さらに2008年春、俊山が卒業して後任に安部を迎えた際、従来の番組タイトルに「NEO」をつけて再スタート。『BATTLE HEAT in STARPIAA』の応援番組でもあった。
コンセプトは「山口のミュージックシーンを盛り上げていこう!」（番組末期はコールしなくなった）。
ヤマダ電機の一社提供。

## 放送時間
- 2002秋 - 2003春 木曜21:00 - 21:55（「City Night Law」は月 - 水のO.A.になる）
- 2003春 - 2010春 水曜20:00 - 20:55（「City Night Law」は月 - 木のO.A.に戻る）

## Disc Jockey
安部・伊藤を除き、出演当時エフエム山口のアナウンサー。
| 期間      | 期間      | 男性     | 女性       |
| --------- | --------- | -------- | ---------- |
| 2002.10.3 | 2003.3.27 | （不在） | 立石三恵子 |
| 2003.4.2  | 2008.3.26 | 鈴木晶久 | 俊山真美   |
| 2008.4.2  | 2009.3.25 | 鈴木晶久 | 安部杏実   |
| 2009.4.1  | 2010.3.31 | 鈴木晶久 | 伊藤愛     |